# Michael R. Douglas
Michael R. Douglas (Baton Rouge, Luisiana, Estados Unidos, 19 de noviembre de 1961) es un físico teórico estadounidense, profesor en la Universidad de Stony Brook.

## Biografía
Douglas nació en Baton Rouge, Luisiana, hijo de Nancy y Ronald G. Douglas, un matemático especializado en álgebras de operadores. Obtuvo su título de grado en física en la Universidad de Harvard, y tras ello su doctorado en física en Caltech en 1988 bajo la dirección de John Schwarz, uno de los desarrolladores e investigadores más destacados en teoría de supercuerdas.
Tras completar su doctorado, realizó su investigación posdoctoral en la Universidad de Chicago durante un año, tras lo cual se trasladó a la Universidad Rutgers en 1989 con Dan Friedan y Steve Shenker para ayudar a iniciar el New High Energy Theory Center (NHETC). Fue ascendido a profesor ayudante en 1990, aunque pasó el primer año como visitante en la Escuela Normal Superior de París y en el Laboratorio de Ciencias de la Computación e Inteligencia Artificial del Instituto de Tecnología de Massachusetts. Se convirtió en profesor asociado en Rutgers en 1995. En 1997-1998 ocupó una plaza permanente en el Institut des Hautes Études Scientifiques, tras lo que regresó a Rutgers, donde en 2000 se convirtió en director del NHETC. En 2008, se trasladó como el primer miembro permanente al Centro Simons de Geometría y Física, un centro de investigación de la Universidad de Stony Brook.
Douglas es conocido por el desarrollo de los modelos de matrices (las primeras formulaciones no perturbativas de la teoría de cuerdas), por su trabajo en D-branas y en geometría no conmutativa en teoría de cuerdas, y por el desarrollo de la aproximación estadística a la fenomenología de cuerdas. Estuvo en el equipo liderado por Gerald J. Sussman que construyó el Digital Orrery, una computadora expresamente construida para cálculos en mecánica celeste, y mantiene un interés activo en ciencias de la computación. Es también muy activo en la organización de escuelas y talleres, por ejemplo en Les Houches, Cargese y el KITP Santa Bárbara.
Douglas recibió en 2000 el Premio Sackler en física teórica, ocupó una cátedra visitante en el Institut des Hautes Études Scientifiques y ha sido académico visitante en Caltech y Emisario Matemático del Instituto Clay de Matemáticas. En 2012, se convirtió en fellow de la American Mathematical Society.
Douglas está casado y tiene dos hijos. Su esposa, Nina Ilieva Douglas, es artista.